# Nebel (Mario Schlembach)
Nebel ist ein Roman des österreichischen Schriftstellers Mario Schlembach.

## Inhalt
Nach Jahren im Exil kommt der junge Ich-Erzähler zurück zum Ort seiner Kindheit, um seinen Vater zu begraben, und übernimmt dessen Geschäfte als Totengräber. Ein tragisches Erlebnis hatte ihn damals flüchten und alles Gewesene vergessen lassen. Mit seiner Rückkehr und der immer intensiveren Beschäftigung mit dem Bestattungswesen öffnet er nach und nach seine eigene Geschichte. Spätestens, als er nach dem Begräbnis seines Vaters neben einer jungen Frau erwacht, die er nicht zu kennen glaubt, beginnt sich seine Erinnerung ins Licht des Bewusstseins zu kämpfen.

## Preise
Mario Schlembach erhielt für seinen Roman Nebel u. a. das Hans-Weigel-Literaturstipendium des Landes Niederösterreich, den Autorenpreis des 20. Irseer Pegasus und wurde auf die Shortlist des Literaturpreis Alpha 2018 nominiert.